# 앙골라의 경제
앙골라의 경제는 세계에서 가장 빠르게 성장하는 경제 가운데 하나이다. 앙골라의 연간 GDP 성장률은 평균 11.1 퍼센트이다.
현재 앙골라는 앙골라 내전으로부터 회복 중이다. 2002년 이후 27년 내전이 끝난 뒤로 앙골라는 파괴된 인프라와 약해진 정치, 사회 시설을 복구하는 일을 하고 있다. 높은 국제 유가와 기름 생산량의 상승으로 말미암아 최근의 여러 해에 걸쳐 강력한 경제 성장으로 이어지고 있다.

## 같이 보기
- 유엔 아프리카 경제 위원회